# Вулиця Михайла Грушевського (Бровари)
Ву́лиця Миха́йла Груше́вського — одна з магістральних вулиць міста Бровари, Київська область.

## Історія
До 1982 року вулиця мала назву Шевченка. 22 листопада 1982 року перейменована на 60 років СРСР. Із цією назвою проіснувала до 1992 року. Сучасна назва Михайла Грушевського — із 21 квітня 1992 року — на честь українського історика, громадського та політичного діяча Михайла Грушевського.

## Розміщення
Вулиця починається неподалік залізничної колії поблизу залізничної платформи «Княжичі», закінчується вулицею Шолом-Алейхема. Також її перетинає вулиця Ярослава Мудрого та до неї долучаються вулиці Аркадія Голуба та Героїв Небесної Сотні.
Згідно із проектом внесення змін до детального плану 10-го мікрорайону міста Бровари вулицю Грушевського продовжать та з'єднають з вулицями Київською та Шевченка.
По вулиці Грушевського розміщується переважно житлова багатоквартирна забудова. З парного боку від великої частини вулиці розміщується Парк Перемоги.

## Відомі об'єкти
- № 2 — Броварський міськрайонний суд Київської області (з лютого 2014 року, раніше — Броварський військовий комісаріат);
- № 2 —  пам'ятник «Воїнам-інтернаціоналістам всіх часів і народів від вдячних броварчан» на території колишнього військового комісаріату.